# Hà Văn Quyết
Hà Văn Quyết (sinh ngày 28 tháng 8 năm 1953, tại Hà Tĩnh) là một Giáo sư, Tiến sĩ Y khoa về nội soi tiêu hóa và phẫu thuật nội soi ở Việt Nam. Ông được tặng danh hiệu Nhà giáo nhân dân vào năm 2017.

## Tiểu sử
Hà Văn Quyết sinh ngày 28 tháng 8 năm 1953, tại xã Tiên Điền, huyện Nghi Xuân, tỉnh Hà Tĩnh. Tại Tiên Điền, các dòng họ Nguyễn, họ Đặng, họ Hà, họ Trần là những dòng họ có nhiều người đỗ đạt.
Năm 1971, sau khi tổt nghiệp cấp 3, Hà Văn Quyết thi đỗ vào Đại học Y Hà Nội. Sau đó ông học tiếp bác sĩ nội trú. Năm 1980, ông là giảng viên bộ môn Ngoại Đại học Y Hà Nội và được phân công làm phẫu thuật viên ở Bệnh viện Việt Đức. Năm 1990, ông làm nghiên cứu sinh ngành Ngoại khoa tại Đại học Y Hà Nội. Năm 1995, Hà Văn Quyết đã bảo vệ thành công Luận án Tiến sĩ với để tài Góp phẩn nghiên cứu ứng dụng nội soi trong cấp cứu ngoại khoa chảy máu ống tiêu hoá trên. Từ năm 1992 đến năm 1998, ông là Giảng viên chính Bộ môn Ngoại Đại học Y Hà Nội, Phẫu thuật viên Bệnh viện Việt Đức. Từ năm 1998 đến năm 2004, ông là Phó Trưởng bộ môn Ngoại, Đại học Y Hà Nội. Từ năm 2004 đến năm 2012, ông là Trưởng bộ môn Ngoại Đại học Y Hà Nội, Phó Giám đốc Bệnh viện Việt Đức. Từ năm 2013 đến tháng 4, 2014, ông là Trưởng bộ môn Ngoại Đại học Y Hà Nội, Phó Giám đốc Bệnh viện Vỉệt Đức kiêm Giám đốc Bệnh viện Đại học Y Hà Nội. Từ tháng 5 năm 2014 đến tháng 2 năm 2016, ông là giảng viên cao cấp bộ môn Ngoại Đại học Y Hà Nội. Từ tháng 3/2016 tới nay, ông là giảng viên cao cấp bộ môn Ngoại, Đại học Y Dược Hải Phòng. Ông là ủy viên Hội đồng chức danh Giáo sư ngành Y.

## Hoạt động khoa học và đào tạo
Ngay từ những năm 1980, khi kỹ thuật nội soi còn khá mới mẻ trong nển y học Việt Nam, tại khoa cấp cứu bụng Bệnh viện Việt Đức, ông là người đầu tiên đã tiến hành và sử dụng ống soi mềm (Fibroscopie) để nội soi cấp cứu vào năm 1988 và triển khai ra một phòng Nội soi tiêu hóa, để từ đó phát triển nhanh chóng Nội soi chẩn đoán và nội soi can thiệp.
Từ đề tài luận án tiến sĩ vào năm 1995, Hà Văn Quyết đã phát triển, ứng dụng các phương pháp tiêm sơ, cầm máu cho giãn tĩnh mạch thực quản trong cấp cứu. Đây là một bước ngoặt mới cho y học Việt Nam về lĩnh vực can thiệp bằng nội soi không cần phẫu thuật, làm rút ngắn quá trình điều trị tại các bệnh viện. Bên cạnh đó, ông còn tiến hành nghiên cứu về chẩn đoán sớm, đi sâu nghiên cứu và xác định hình ảnh nội soi các thương tổn ung thư sớm, nhất là thương tổn ung thư dạ dày.
Từ năm 1995-2017, ông đã làm Chủ nhiệm của 3 để tài khoa học cấp Bộ, 1 đề tài cấp Thành phố và nhiều đề tài cấp Trường. Trong đó, tiêu biểu là "Nghiên cứu chẩn đoán và điểu trị loét miệng nỗi sau phẫu thuật cắt đoạn dạ dày" (2002); "Nghiên cứu áp dụng dao mổ điện sản xuất trong nước phục vụ cho phẫu thuật trong phòng thí nghiệm" (2006); "Nghiên cứu một số phương pháp điêu trị phẫu thuật điểu trị chảy máu do tăng áp lực tĩnh mạch cửa" (2006); "Nghiên cứu ứng dụng phẫu thuật nội soi một lỗ cắt ruột thừa" (2013); "Đánh giá kết quả nội soi đường mật và tán sỏi thủy điện lực trong mổ sỏi mật" (2016), "Nghiên cứu ứng dụng phẫu thuật nội soi một lỗ cắt túi mật" (2017).
Trong hơn 35 năm nghiên cứu, Hà Văn Quyết đã cho ra đời 91 bài báo khoa học đăng trên các tạp chí y học trong nước và quốc tế (Y học thực hành, Y học Việt Nam, Ngoại khoa, Thông tin Y - Dược, Y - Dược Hà Nội, Y học lâm sàng, Hậu môn trực tràng, Phẫu thuật nội soi và nội soi Việt Nam, Fellowship Reseach Report, Asian Pacific Journal of cancer Prevention). Ông còn tích cực tham gia các hội nghị, hội thảo khoa học, là tác giả của nhiều tham luận, báo cáo khoa học đang trên các kỷ yếu trong và ngoài nước.
Ông tham gia biên soạn, biên tập, làm chủ biên 18 đầu sách y học, tài liệu tham khảo và giảng dạy do Nhà xuất bản Ỵ học ấn hành như: Ngoại cơ sở (1999), Thây thuốc tại nhà (2000), Bài giảng cấp cứu Ngoại khoa (1996), Cấp cứu Ngoại khoa tiêu hóa (2005), Bệnh lý viêm tụy (2006), Bài giảng Dạy - Học lâm sàng qua tình huống (2013)...
Trong lĩnh vực đào tạo, Hà Văn Quyết tham gia giảng dạy cho nhiều thế hệ sinh viên của các trường Đại học Y Hà Nội, Đại học Y Dược Huế, Đại học Y Dược Hải Phòng, Đại học Y Thái Bình, Học viện Quân y... Ông cũng đã hướng dẫn thành công 13 nghiên cứu sinh bảo vệ thành công luận án tiến sĩ, 26 bác sĩ chuyên khoa II và 20 thạc sĩ hoàn thành luận văn.
Ông là thành viên Hiệp hội Phẫu thuật tiêu hóa và ung thư thế giới; nguyên Phó Chủ tịch Hội Ngoại khoa Việt Nam,
Ông được phong học hàm Phó Giáo sư năm 2002 và Giáo sư năm 2007.

## Khen thưởng
- Huân chương Lao động hạng Ba (2009)[7].
- Danh hiệu Nhà giáo nhân dân (2017).